# 郭晶晶
郭晶晶（かく しょうしょう、グォ・ジンジン、Guō Jīngjīng、1981年10月15日 - ）は、中国河北省保定出身の元女子飛込み選手。
2004年アテネオリンピックの飛込み種目の3m板飛込み、3mシンクロナイズド板飛込みの2種目で金メダルを獲得した。1990年代に活躍した伏明霞の後継者と目された。また美貌でも知られ、陸穀のプロモーションビデオに出演したり、コカ・コーラや、マクドナルド、東芝などの外資系企業のイメージガールをつとめるなど、活動は多方面にわたった。
2011年1月、河北省体育局に引退届を出し競技人生を終えることになった。

## 人物

### 経歴
- 1981年10月15日、中国河北省保定市に産まれる。
- 1988年、地元の水泳訓練基地(スイミングスクール)に入り、水泳を習い始める。
- 1992年、飛込み競技の中国代表選手に選ばれる。
- 1996年、14歳でアトランタオリンピックに初出場。
- 2000年、シドニーオリンピックにおいて、2つの銀メダルを獲得する。
- 2004年、アテネオリンピックで2つの金メダルを獲得した。
- 2008年、北京オリンピックで2つの金メダルを獲得。
- 2011年、現役を引退した。

### エピソード
- 一部の報道機関などで、名前の表記がグオ・チンチンと表記される場合も多い[1]
- 中国では、美貌と実力を兼ね備えたアスリートとして劉翔や姚明に並ぶ人気があり、中国では「跳水女皇(飛び込みの女王)」と呼ばれていた。
- 同じく飛込みの選手であった田亮とは、「亮晶晶」と呼ばれるほど仲がよく、付き合っているという噂があった。
- オリンピックなど各種世界的な大会において好成績を収めているが、実は郭は水が大の苦手であった。郭の母親が地元のスイミングスクールに入れたのがきっかけで、水が苦手ではなくなった[2]。
- 中国国内の掲示板で、笑うと細い目がいっそう細くなることから、「笑ったとたん、目がなくなる」と酷評された[3]。
- 2008年2月26日に飛び込みＷ杯(ワールドカップ)の試合後のインタビューで郭は、「北京オリンピックで、ライバルは誰だと思いますか?」と記者の問いにユリア・パハリナと「カナダのデブ」（ブライズ・ハートリー）と答えて批判を浴びた[4][5]。
- 2008年春に香港在住の実業家の御曹司・霍啓剛(ケネス・フォック)と婚約したと報じられた。また、5月ごろには妊娠しているとシンガポールメディアより報道がなされたが、後に国家体育総局水泳競技管理センターがこれを否定し、デマだと判明した[6]。
- 北京オリンピック・女子3メートル板飛び込み競技の表彰式では、霍啓剛の父・霍震霆（ティモシー・フォク、香港オリンピック委員会会長）に金メダルを渡された[7][8]。
- 香港メディアによると、両目の網膜が損傷しており、失明の危険があるという。北京オリンピック終了後に半年間の休暇を申請しており、この間に交際していた（後、結婚）香港の実業家・霍啓剛氏の手配により、香港一名医との評判高い林順潮による手術を受ける可能性があると伝えられた[9]。飛込み競技中は目を開けておかなければならず、長年の競技生活における着水の際、眼球に多大な圧力がかかっているのが原因と言われている。

## 主な成績
- オリンピック
  - 1996年アトランタオリンピック
    - 10m高飛込み 5位

  - 2000年シドニーオリンピック
    - 3m板飛込み 銀メダル
    - 3mシンクロナイズド板飛込み 銀メダル

  - 2004年アテネオリンピック
    - 3m板飛込み 金メダル
    - 3mシンクロナイズド板飛込み 金メダル

  - 2008年北京オリンピック
    - 3m板飛込み 金メダル
    - 3mシンクロナイズド板飛込み 金メダル

- 世界水泳
  - 1998年 パース（オーストラリア）詳細
    - 3m板飛込み　銀メダル

  - 2001年 福岡（日本）詳細
    - 3m板飛込み　金メダル
    - 3mシンクロナイズド板飛込み　金メダル

  - 2003年 バルセロナ（スペイン）詳細
    - 3m板飛込み　金メダル
    - 3mシンクロナイズド板飛込み　金メダル

  - 2005年 モントリオール（カナダ）詳細
    - 3m板飛込み　金メダル
    - 3mシンクロナイズド板飛込み　金メダル

  - 2007年 メルボルン（オーストラリア）詳細
    - 3m板飛込み　金メダル
    - 3mシンクロナイズド板飛込み　金メダル

  - 2009年ローマ（イタリア）詳細
    - 3m板飛込み 金メダル
    - 3mシンクロナイズト板飛込み 金メダル

- アジア大会
  - 2002年 釜山（韓国）詳細
    - 3m板飛込み 金メダル
    - 3mシンクロナイズド板飛込み　金メダル

  - 2006年 ドーハ（カタール）詳細
    - 3mシンクロナイズド板飛込み　金メダル

## 関連人物
- 田亮(でん りょう、ティエン・リャン)　元飛込み中国代表選手。過去に付き合っていたと噂されたことがある。
- 呉敏霞(ご びんか、ウー・ミンシャー)　飛込み中国代表選手。現在、3mシンクロナイズド板飛込みで郭のパートナーを務める。
- 伏明霞(ふく めいか、フー・ミンシャー)　元飛込み中国代表選手。過去にパートナーになったことがあり、現在郭が伏の後継者といわれている。